# 探偵新聞
探偵新聞（たんていしんぶん）は、株式会社マレスコが運営するWEB版とフリーペーパー。監修は主に総合調査事務所ジグスが行っている。
2011年5月に創刊した。不定期で発行され、札幌を中心に無料配布されている。

## 概要
一般認識の低い探偵業界の地位向上並びに健全化を目的として探偵業界のあらゆる実態を公開。探偵業の豆知識や実例、機材などの内容が掲載するフリーペーパーも発行する。
1947年（昭和22年）7月に探偵新聞社が発行し、1949年（昭和24年）3月、55号で廃刊した「探偵新聞」と同名だが、関連性はない。

## ウェブサイト
誌面制作に合わせて記事内容の一部がアメーバブログで公表されていたが、2012年5月に探偵新聞ウェブ版が制作されて以降、記事の内容やコンテンツが移行掲載された。